# Xenopsylla philoxera
Xenopsylla philoxera är en loppart som beskrevs av Hopkins 1949. Xenopsylla philoxera ingår i släktet Xenopsylla och familjen husloppor. Inga underarter finns listade i Catalogue of Life.